# 星崎アンリ
星崎 アンリ（ほしざき あんり、Anri Hoshizaki、1989年1月22日 - ）は、日本のタレント。元AV女優。

## 略歴
2008年11月下旬、街でスカウトされたのをきっかけに事務所に所属する。業界に入ったのは、興味と好奇心からだった。芸名は所属事務所のスタッフが考えたものである。当初「星崎アケミ」が有力候補として挙がっていたが、星崎が「昭和のスナックっぽい」との理由で拒否した。その他に「星崎こころ」「星崎未来」という候補もあったが既にその名前の女優が存在するなどの理由から却下になった。
2009年2月7日、星崎アンリ名義での活動開始。企画作品『恥漢』の撮影を行う（発売は同年4月18日）。同年5月18日、『初めてのAV出演。』でAVデビュー。のちにキカタン（企画単体）女優として活躍。
2009年3月15日に公式ブログ『アンリのSweets　Days』を開始した。
2010年7月29日、BRW108のメンバーに加入する。
2011年2月18日、制作メーカー『ワンモア』内で行われたOKB☆21プロジェクトの選抜総選挙において第1位となり、OFA☆21(One For All Twenty-One)のメンバー入りをはたす。
2011年2月26日、デビューした2009年2月以来定期開催している撮影会が50回を突破をする。
2011年3月3日、Twitterを開始する。
2011年4月27日、OFA☆21のメンバーとして『LOVE☆LIMIT～卒業までのカウントダウン』でCDデビューをはたす。
2014年7月、セガのゲーム「龍が如く」のキャラクター出演をかけたセクシー女優人気投票にエントリー。同年8月24日、結果発表。「龍が如く0 誓いの場所」への出演権を逃した。順位・得票数未発表。
2015年を境にAV女優業からはフェードアウト。接客業を続けながら事務所には籍を置き、タレント業は続けている。
2023年4月頭、最後の書き込みがあった後、Twitterアカウントは消滅した。

## 人物
趣味はカフェでまったり過ごすこと、犬と戯れる、原チャリの運転。特技はバドミントン、水泳、持久走。大学2年生時に合宿で自動車免許を取得した。
自己分析による性格はマイペース、負けず嫌い、頑固、楽観主義、恥ずかしがり屋、意地っ張り。髪の毛を触る、舌をペコちゃんのように出す癖がある。
得意料理は豚汁、煮物系、お鍋料理。鶏肉団子の春雨スープ。好きな食べ物は寿司（特に貝系）、モツ鍋、高野豆腐、アイス、チーズ、もちもち系のもの。辛い物。嫌いな食べ物はバナナ、ヨーグルト、目玉焼き、納豆、人参。好きな色は赤、ピンク、白、黒、キラキラ。好きなキャラクターはリラックマ、ケアベア、くまの学校、Suzy's Zoo。
ファンの間では愛犬家で知られ、現在2匹の犬を飼っている。2009年5月3日、チワワのブラックタンである「マロン（♀3歳 4/1生まれ）」、同年6月21日にミニチュアダックスフンドのレッド「レオ（♂3歳 1/5生まれ」を飼い始める。
愛読書はViViである。
現役女子大生というキャッチコピーがよく使用される。
当時同じ事務所だった朝倉ことみと大の仲良しである。

## 作品

### アダルトビデオ
2009年
-4月-
- 「恥漢」（ちかん）誰もが後をつけたくなる美尻を感じさせて火をつけろ （4月18日、ナチュラルハイ）…共演:他企画女優

-5月-
- SOD女子社員 第14回 お座敷でセクハラ満載!混浴で大乱交!王様ゲーム＋花びら大回転無制限発射付き（5月7日、SODクリエイト）※名義:星野愛…他出演:くるみ(名義:松下くるみ)、上野さくら、水嶋里佳子、羽田美和、森本雪奈、速水百花(名義：速水花恵)、服部涼子、ミュウ(司会)
- 初めてのAV出演。偏差値71超名門お嬢様大学 美人卒業生が初めてのAV出演!（5月18日、S級素人）
- 素人計測オナニー鑑賞　ち○ぽサイズと射精飛距離は何センチ?（5月23日、ラハイナ東海）…共演:他企画女優
- 素人が初めてのM男いじめ（5月23日、ラハイナ東海）…共演：他企画女優

-6月-
- 働くオンナ狩り6　ウエディングプランナー編（6月2日、プレステージ）…共演:他企画女優
- 美少女のニーソックス（6月5日、フリーダム（ジャパン））他出演:佐伯奈々、姫宮ラム、鈴木千里、佐々木いちか、神谷りの、美波かな
- 顔踏み脚コキ（6月5日、フリーダム（ジャパン））…他出演:紅月りえ、黒澤愛希、相田まどか
- 素人カップル虚メ 彼氏を侮辱　彼女を犯る　No2（6月10日、ブリット）…他出演
- アスリートボディ vol.1（6月12日、RISING）…他出演:倉本あいら
- 現役大手デパート化粧品販売員（6月19日、S級素人）
- レースクイーン天国 2 ～美人ダネ!　高身長レースクィーン星崎アンリの美脚フリーセックス～（6月19日、RISING）

-7月-
- 拘束監禁ドリル地獄 No14（7月1日、MAD）
- 懐かしレオタ堂 1（7月3日、RISING）…他出演:星川えり、乙音るい
- リクルートスーツを着た女に脚責された（7月5日、フリーダム（ジャパン））他出演:黒澤愛希、紅月りえ、相田まどか
- 接吻手コキ（7月5日、フリーダム（ジャパン））…他出演:紅月りえ、相田まどか、黒澤愛希
- 美少女の足裏 No13（7月5日、フリーダム（ジャパン））…他出演:風谷音緒、あすかみみ、相田まどか 他
- 突然くすぐられる女達 4（7月10日、RISING）…他出演:乙音るい、鮎川マリア
- 派遣社員の裏業務 No2（7月17日、レアル・ワークス）…他出演:鈴香音色、みついあんな
- 奇跡の美脚 星崎アンリ（7月17日、ケイ・エム・プロデュース）
- 苦悶女口膣集団イラマチオ（7月23日、HIBINO）…他出演:天音しずく、杉本有紀
- エロいい女 No2（7月24日、ケイ・エムプ・ロデュース）…他共演:川村れみ、水嶋りこ、菅野ゆりあ、早川瀬理奈

-8月-
- 真性M星崎アンリ（8月1日、中嶋興業）
- Shake Body Ver.10（8月1日、AVS）
- ケツビッチ　星崎アンリ　～タマんねぇケツしたイイオンナ～（8月5日、ドリームチケット）
- 金蹴り48手（8月5日、フリーダム（ジャパン））…他出演:一戸のぞみ、深田梨菜、あすかみみ、他
- クルクル回る好きな女にぶっかけ放題 顔射できる回転寿司2号店（8月6日、ROCKET）…共演:多数
- THE FUCK FUCK FUCK No2 底抜けの激マン編（8月7日、クリスタル映像）…他出演:倖田みらい、つかさみう、桃井早苗、星川えり、村内美樹
- マン汁付パンツ舐めながら高速ピストン本気オナニーする女（8月8日、ラハイナ東海（パラノイア））…共演:多数
- マネキン女にHしたい No2　（8月8日、ラハイナ東海（ベリーベリー））他出演:多数
- 一撃 舌上発射 No2（8月15日、ワープエンタテインメント）…他出演:一色明奈、北条麻妃、雪見紗弥、他
- 素人コギャルHEAVEN4時間NEO No12（8月17日、ケイ・エム・プロデュース）他出演:RICA、榎本らん、みついあんな、月嶋美唯
- 元祖 素人ナンパ No4（8月17日、スリッカーズ）…他出演:多数
- GALナンパ9人オイルマッサージ中出し4時間DX No2（8月19日、ロータス）…他出演:8人
- 生中出し新入女子社員　No6（8月21日、メディアステーション）…他出演:速水百花、藍田美咲、水城奈緒、楓姫輝
- 熟若尿女30連発（8月27日、HARD）…他出演:多数

-9月-
- 拘束集団尻揉み（9月1日、中嶋興業）…他出演:水城ゆうか、美月、永井あいこ、葉山梨々花、岬まゆか、木下華恋、倉持あゆみ
- 家庭教師はガマンできない No35（9月4日、クリスタル映像）他出演:広瀬ゆな、小菅由宇、早瀬穂波、千野美帆、桜彩水
- 09 SOD女子社員 秋のユーザー様大感謝恥赤面祭り（9月5日、SODクリエイト）他出演:多数
- 復活イカセ4時間 星崎アンリ（9月25日、ケイ・エム・プロデュース）
- 美人家庭教師スペシャル　Blu-ray-MIX!!（9月25日、クリスタル映像）…他出演:小菅由宇、真白希実、七海まりあ、蒼井リラ、早瀬穂波

-10月-
- 毎度おさわがせナンパ　センズリを見せたら興奮した素人娘に×××しちゃいました（10月1日、竜宮城/妄想族）…他出演:多数
- 2009年SOD女子社員　秋の恥業務報告書（10月8日、SODクリエイト）他共演:多数
- お姉さんが犯してあげる　No48（10月9日、クリスタル映像）他出演:星野あかり、水野美香、若林ひな、岡崎ななせ、氷川レナ
- 女子校正のぬるぬるマン汁手コキ（10月9日、オフィスケイズ）他出演:梨杏、南あおい、南つかさ、倉本あいら
- 新米ナース48手コキ 17手新技（10月9日、映天）他出演:多数
- 援交 転校生 星崎アンリ（10月9日、アップス（ケイ・エム・プロデュース））
- 若妻いじり アンリはお義父さまの慰み者です（10月22日、HIBINO）
- 女子校生逆ナン日記 おじさんHしようよ（10月23日、クリスタル映像）他出演:冴嶋ゆき、森元あすか、あすかみみ、安雲野なお、須真杏里
- 鬼イカセ列伝 必殺イカセ人 星崎アンリ（10月23日、レアル・ワークス）
- 女監督ハルナの素人レズナンパ NO38（10月25日、ピーターズ）…他出演:多数

-11月-
- 羞恥!おっぱいポロン☆ビキニが溶けるビーチコンテストで（○恥）赤面素人水着モデル!!（11月5日、サディスティックヴィレッジ）…他出演:多数
- 家庭教師アンリ先生の中出し授業（11月7日、BeFree）
- 生中出しコギャル4時間 No8（11月11日、メディアステーション）オムニバス作品
- 素人投稿オマ○コびちょびちょニーハイ自画撮りオナニー　20人DX（11月18日、ロータス）…他出演:19人
- 噂の5つ星ガールズ ～ノーブラTOWNへようこそ～（11月19日、ROOKIE）他出演:成瀬心美、月野りさ、妃悠愛、楓姫輝
- ヒロイン凌辱 サイバー戦隊ジャスティオン スワン・ザ・マーヴェラス（11月27日、ギガ）

-12月-
- 長身モデル星崎アンリの美脚コキ（12月5日、フリーダム（ジャパン））
- 爆イキ!Gスポット地獄3 爆裂潮吹き本気調教 星崎アンリ（12月12日、アヴァ）
- こだわりの手こき4時間SP 40人のハンドメイド No14（12月15日、隼エージェンシー）他39名出演
- 現役水泳インストラクター（12月18日、S級素人）
- やりすぎ家庭教師（12月21日、エイチエムピー）
- 美少女デリバリー No2（12月25日 ケイ・エム・プロデュース）他出演:永瀬あき、朝比奈さき、星乃せあら、飯島ねいろ

2010年
-1月-
- 羞恥!介護実習で全裸にされる女子学生!!（1月7日、サディスティックヴィレッジ）…他出演:高城ゆい、朝比奈るい、日向まひる
- 新入社員 中出し20連発 星崎アンリ（1月7日、アイエナジー）
- ヒロイン討伐 No47（1月8日、ギガ）
- BACKS　hip☆star（1月15日、フリービジョン）
- フェラコレ2010冬SP（1月15日、隼エージェンシー）…他多数出演
- 黒ストッキング美脚女子校正 秋本レオナ さくら チェルシー（1月19日、YeLLOW）…他共演:さくら、秋本レオナ、チェルシー
- NON STOP ORGASM ポルチオエンドルフィン 星崎アンリ 絶頂覚醒（1月22日、クリスタル映像）
- パーフェクトセレクション 星崎アンリ（1月22日、レアル・ワークス）
- 美脚ミニスカ No9（1月22日、ケイ・エム・プロデュース）他出演:加藤ツバキ、持田ルナ、西川かな
- 極選!潮吹き4時間　No5（1月22日、ケイ・エム・プロデュース）他出演:雪見紗弥、藤井シェリー、浅尾りか、愛音まひろ、他
- M-OL 縛ってください・・・アンリ（1月22日、メディアバンク）

-2月-
- 極選4時間 お姉さんが犯してあげる No2（2月5日、クリスタル映像）他出演:鷹宮りょう、赤西涼、茅ヶ崎ありす、明佐奈、他
- 完全主観　罵倒地獄　～僕を罵る女達～（2月5日、フリーダム（ジャパン））…他出演:真咲南朋、篠原奈美、嶋野祐美、柊ナナ、他
- 青春BEST BeFree 2009年総集編（2月7日、BeFree）…他
- ヒロイン改造手術 ブレンダー01（2月12日、ギガ）
- 女噴き交尾　潮吹きSEX熱蝋プレー（2月16日、アヴァ）･･･他出演:菊里藍
- 「夫以外に身体を触られた事が無い貞淑専業主婦の顔に勃起チ○ポを擦りつけたらヤられた」VOL.1&「予約困難！№1美人エステティシャンにパンツからしたたり落ちるほどの勃起染みを見せつけたらヤられた」VOL.1（2月18日、DANDY）…他
- 星崎アンリのソープしちゃうぞ（2月19日、クリスタル映像）
- 元祖素人ナンパ総集編 No2（2月19日、スリッカーズ）…他
- ソルトシャワー 美女のおしっこみせて! VOL.3（2月19日、ゲロニア/妄想族）…他多数出演
- 東京SEXウブな若妻とイケナイ情事 朝になっても中出し本気SEX まだ帰りたくない!!（2月26日、なでしこ）
- 極選!強制ディープスロートスペシャル（2月26日、ケイ・エム・プロデュース）…他出演:戸田エリナ、藤井シェリー、妃乃ひかり、月野りさ、他
- 改造ヒロイン ブレンダー01（2月26日、ギガ）

-3月-
- 恋夜【ren-ya】～第二十五章～（3月2日、プレステージ（ONE　MORE））
- 嫁の居ぬ間に○○しちゃった俺 No2（3月4日、アキノリ）他出演:橘美穂、鈴木ありす、小野紗里奈
- 空前の視聴率放送コードギリギリ キー局人気女子アナにブッカケ生中継（3月4日、アキノリ）…他出演:加藤はる希、森山みき、小森涼、小野紗里奈、橘美穂、井川ゆい
- 幼妻の秘めごと 星崎アンリ（3月7日、桃太郎映像出版）
- 美少女に無理矢理連続手コキで搾り採られちゃった僕（3月13日、アロマ企画）…他出演:大槻ひびき、あすかみみ、葉月みりあ
- 回春マッサージ店の人妻たち No4（3月18日、タカラ映像）他出演:多数
- 泣く女 No2（3月18日、KEU）…他出演:森ななこ、森山みき、鈴木ありす
- スーパーアイドルにタップリ生中出し フル・スロットル（3月26日、ケイ・エム・プロデュース）…他出演:綾波優、藤井シェリー、浅尾リカ、愛音まひろ、高阪保奈美
- 初めてのレズキス（3月29日、アイリング）他出演:小川るる、柳原純、水沢雪乃、篠原るり、水野里佳、飯野寧々、小咲みお、北川さりな、藤本まゆ

-4月-
- 童貞肉棒が大好物な熟女に射精後も亀頭がとれるまでカリ首をイジリ回された（4月2日、映天（流鏑馬グラフィティ））…他出演:美原咲子、生田沙織、月島悠里、福山まりな
- ハイレグ・クエスト No2（4月2日、映天（流鏑馬グラフィティ））
- 日本国民全裸の日 No5（4月6日、アキノリ）…他出演:小野紗里奈、小森淳、橘美穂、森山みき、鈴木ありす、加藤はる希
- 「旅に出ないか･･･」あんり（4月7日、桃太郎映像出版）
- 極選4時間 FUCK FUCK FUCK No3（4月9日、クリスタル映像）…他出演:須真杏里、辻本りょう、あずさ麻耶、小畑ゆう、倉本あいら、あき、倖田みらい、他
- 喉奥で尺られ丸呑みされちゃった僕の･･･ No2（4月13日、アロマ企画）他出演:くるみ、希内あんな、咲、大槻ひびき
- 黒ストッキング足コキ No3（4月19日、YeLLOW）他出演:青木りん、諸星セイラ、秋本レオナ、さくら、他
- 黒タイツぱんちら女子女子高生 伊藤真央、かわのすみれ、長谷川杏美（4月19日、YeLLOW）…他共演:かわのすみれ、伊東麻央、長谷川杏実
- 放課後ソープランド（4月22日、アキノリ）他多数共演
- 淫女4時間　激イキ!!挑発美脚GAL（4月23日、クリスタル映像）…他多数出演
- イカセ4時間BESTNo2 ～カリスマアイドル限定スペシャル～（4月24日、ケイ・エム・プロデュース）…他出演:辻さき、小坂めぐる、雪見紗弥、高坂保奈美、他
- 痙攣女体くらげ ELECTRIC ORGASM 電流アクメ拷問所 No7（4月24日、ベイビーエンターテイメント）
- 女子校生の太股とパンチラ No4（4月25日、アロマ企画）他出演:成瀬心美、葉月みりあ、くるみ、河純ひなみ、他
- パンツ突き刺しオナニー後、小便。（4月26日、アイリング）他出演:多数

-5月-
- 高身長女の至高なる脚コキ（5月1日、映天（流鏑馬グラフィティ））他出演:星優乃、吉岡奈々子、ルカ、福山まりな
- 出張人妻エステシャンが、訪問先のお客にされた事の全記録（5月5日、映天（流鏑馬グラフィティ））…他出演:生田沙織、立花みずき、美咲りん
- THE家庭教師 秘密の出来事（5月5日、フリービジョン）他出演:多数
- 星崎アンリ 初ザーメンブッカケ LOVE SEMEN（5月7日、KARMA）
- 暴発中出しBEST（5月7日、BeFree）…他出演:多数
- 寸止めで敏感乳首を狂うほど焦られちゃった僕（5月13日、アロマ企画）他出演:福田みき、くるみ、平井綾
- 私は痴女 フェラテクには自信があるの（5月14日、クリスタル映像）他出演:花木あのん、愛那梨華、水沢真樹、星川麻美、朝倉夢
- 星崎アンリのザ・筆おろし（5月14日、クリスタル映像）
- 雌尻4時間（5月15日、ドリームチケット）…他出演:望月莉緒、村上里沙、中村さら、日向ありさ、他
- 素人コギャルHEAVEN4時間NEO愛蔵版 No3（5月21日、ケイ・エム・プロデュース）他出演:多数
- 挑発エロ尻　尻ずりで発射されちゃった僕（5月25日、アロマ企画）他出演:水嶋あずみ、観月樹音、成瀬心美、深田梨菜、平井綾
- 伝染する痴漢　痴漢を目撃した女は、下着が濡れるほど痴漢を待ち焦がれる（5月27日、SODクリエイト）…他出演:多数
- 長身美脚スレンダー美人の絶品SEX（5月27日、アイエナジー）…他出演:多数
- 恥ずかしいカラダ（5月29日、HMJM）

-6月-
- 緊縛電マ&鞭（6月1日、中嶋興業）…他出演:真咲南朋、七瀬かすみ、水城ゆうか、緋村由衣
- マジメなお姉さん系マッサージ師に精子満タンの勃起チ○コを見せつけてやったら…ヤられた（6月2日、プレステージ）…他出演:2名
- 家庭教師 BEST プライベートSEX編（6月7日、BeFree）他出演:15名
- オッパイを大きくしたい美乳女子が集まる温泉バストアップツアーは揉みまくり（6月10日、Hunter）…他出演:他
- 美少女のお下劣マン穴ほじり　No3（6月13日、アロマ企画）他出演:村西まりな、鈴香音色、COCO＠、くるみ
- kira☆kira FESTIVAL SHIROHTO GALS №4（6月19日、kira☆kira）他共演:2名
- 手コキでベロちゅ～　№12（6月19日、YeLLOW）…他出演:愛音ゆり、小峰ひなた、かわのすみれ、伊藤ユリエ、森永ひよこ、柳田やよい、さくら、伊東麻央、梅宮リナ、長谷川杏実、泉麻那
- 快楽レズエステ 10（6月24日、AKNR）共演:辻さやか、他出演:早乙女ルイ、水嶋あい、森山みき、藤崎クロエ、伊東麻央、平井結
- THE 美少女デリバリー4時間（6月25日、クリスタル映像）他出演:永瀬あき、朝比奈さき、飯島ねいろ、星乃せあら、他
- 援交目的女子校正に生中出し No2（6月25日、隼エージェンシー）…他出演:他

-7月-
- 僕の上司は痴女 星崎アンリ（7月1日、ワンズファクトリー）
- 中嶋興業LINEUP CATALOGUE　No5（7月1日、中嶋興業）…他多数出演
- 美女のベロ・歯みがき（7月2日、アイリング）…他出演:14名
- キレイなお姉さんにペニバンで犯されたM男（7月5日、FUTURE）…他出演：他
- ごぶさた奥さん不倫日記 12人 欲しがる淫乱マンコ（7月7日、桃太郎映像出版）他出演:橘エレナ、桐島冴子、佐伯奈々、麻生岬、森ななこ、高坂保奈美、佐藤みき（佐藤美紀）、浅倉彩音、小向まな美、他
- もしもこ～んなコンビニエンスストアがあったらDX（7月13日、KARMA）他出演:浜崎りお、漣ゆめ、成瀬心美、立木あのん、小峰ひなた
- 絶対服従 お姉さん2人のM男責め No2（7月15日、FUTURE）他共演:高島ゆりあ
- これがS級素人だ 完全保存版BEST No4（7月16日、S級素人）他出演:他
- VERY BEST OF million No17（7月23日、ケイ・エム・プロデュース）他出演:藤井シェリー、綾波優、愛音まひろ、成瀬心美、麻倉憂、平井綾、桜井エミリ、妃乃ひかり、香坂百合
- VERY BEST OF おかず NO9（7月23日、ケイ・エム・プロデュース）他出演:早川瀬里奈、月野りさ、平井綾、麻倉憂、妃乃ひかり、雪見紗弥、他
- 突然、エロギャルに連続2回しゃぶられちゃった僕(7月25日、アロマ企画）…他出演:村西まりな、平井綾、深田梨菜、鈴香音色

-8月-
- パンスト姿をじっくり見ながらシゴかれたいっ（8月5日、JNS）共演:星優乃
- 青春BEST 家庭教師 No3（8月7日、BeFree）他出演:他
- ソープしちゃうぞ THE BEST(8月13日、クリスタル映像）他出演:月野りさ、雪見紗弥、つぼみ、灘坂舞、真田春香、鮎川なお、浜崎りお、小澤マリア、青木りん
- ネイキッドヒロインエース 機動空母ユーラシア編（8月13日、ギガ）
- MAXING 3D 星崎アンリ（8月16日、MAXING）
- 禁親相姦 母と娘（8月18日、グラフィティジャパン）共演者:松本あきえ
- きもち良すぎて白目をむくの（8月19日、乱丸）
- 火曜日は全裸登校日 No5（8月24日、アキノリ）…他出演:他
- アイエナジー2010年度上半期作品集（8月24日、アイエナジー）他多数出演
- こだわりの手こき　No16（8月25日、レアル・ワークス）他出演：星優乃、月野りさ、大槻ひびき、雪見紗弥、浜崎りお、堀口奈津美、如月カレン、水野美香、秋元美由、艶堂しほり、春咲あずみ、水元ゆうな、平井綾、川上ゆう、RUMIKA、大塚咲、nao.、風間ゆみ、妃乃ひかり、高坂保奈美、鮎川なお、星野あかり、他
- むっちり桃尻お姉さんに騎乗（の）られちゃった僕。2 (8月25日、アロマ企画)他出演:水沢真樹、晶エリー、平松恵理香
- こだわりの手コキ4時間SP16 40人のハンドメイド（8月25日、隼エージェンシー）他多数出演
- 100人のフェラ女(8月27日、レアル・ワークス）他多数出演

-9月-
- 馬乗り ディルドーオナニー（9月1日、ワンズファクトリー）…他出演:大沢美加、浅乃ハルミ、瀬奈涼、早乙女ルイ、和葉みれい、ひなのりく、黒木アリサ、朝香涼、君嶋みゆ
- 暴行ブーツ(9月2日、セカンドフェイス）…他出演:他
- 恥ずかしすぎるワキの下　汗ばむワキの下をガチンコ羞恥チェック（9月5日、JNS）…他出演:他
- ナイトサファリ　夜尻擦りつけ（9月10日、流鏑馬グラフィティ）…他出演:堀口奈津美、一ノ瀬あきら、甲斐ミハル、美咲りん、生田沙織
- MOODYZファン感謝祭　バコバコバスツアー2010 おかげさまで!! 10周年!大感謝スペシャル!!（9月13日、MOODYZ）共演:大橋未久、乃亜、園田ユリア、晶エリー、鈴木杏里、鷹宮りょう、堀口奈津美、葉月しおり、つぼみ、藤崎クロエ、大沢美加、橘なお、星崎アンリ、鈴音りおな、早乙女ルイ、並木るか
- ゴックン玩具　精飲M奴隷　星崎アンリ(9月19日、Ms　Video　Group）
- 大学の授業中に痴漢され声も出せず絶頂する女子大生　No2（9月23日、ナチュラルハイ）…他出演:他
- メンズパンスト　パンスト穿いて直穿き娘とパンスト三昧（9月25日、JNS）…他出演:他
- M男パラダイス　お姉さんの流線型美脚とペニバンFUCK（9月25日、FUTURE）
- エロ舐め美○女 全身舐めで発射されちゃった僕（9月25日、アロマ企画）…他出演:愛音まひろ、たかなし愛、平山みな、鈴木ミント
- フェラコレ 女子校生編III（9月25日、隼エージェンシー）他多数出演

-10月-
- ヨダレを垂らしながら思わず股間を見つめてうっとりする噂の美人エステティシャンは、その場で勃起さえすればどんな男でもヤラせてくれる。（10月7日、Hunter）…他出演:他
- 四つんばいでアナルに指入れられながら手コキされるM男　No2（10月5日、FUTURE）…他出演:他
- 超高級美少女レズ・ソープ嬢 プレミアム Vol.3 (10月7日、ディープス)…共演:ましろ杏、大沢美加、森ななこ
- AVS2009下半期カタログ（10月13日、AVS）…他多数出演
- 穴狩り8時間80人!!（11月19日、クリスタル映像）他出演:倖田みらい、加藤ツバキ、明佐奈、常磐エレナ、他
- 失神寸前　イッた瞬間亀頭責め～歯を喰い縛って、全身を突っ張らせ必死に耐え続ける悶絶男～（10月19日、Fetish Box/妄想族）…他出演:桐生さくら、朝倉夢、青山ひかる、直嶋あい、花純
- ローリングフェラチオMASTER　No5（10月19日、kira☆kira）…他出演:泉麻那、月野りさ、RUMIKA、成瀬心美、桜りお、湖南みるく、青山ゆい、高野千莉、紗奈、神崎瑠美、沢本あゆ、樺月愛華、大沢かえで、紗莉奈
- エスカレートする女子大生30人。　学園祭をやりすぎエロエロプロデュー（10月21日、プレステージ）…共演:他
- ローションまみれの競泳水着（10月21日、KEU）…他出演:大槻ひびき、紗奈
- 顔面騎乗株式会社　究極の女性上位オフィス（10月21日、ROCKET）…出演:直嶋あい、水嶋あずみ、香坂めぐ
- 若い女保険外交員は契約が取りたいので勃起チ○ポを見せられても立場上いきなり怒れないので少しずつ責めたら最後まで出来ました（10月21日、HIBINO）…他出演:他
- メガスプラッシュ　～潮吹き絶頂スペシャル～（10月22日、レアル・ワークス）他出演:AYA、雪見紗弥、北条麻妃、水城奈緒、妃乃ひかり、鈴木さとみ、辻さき
- CRYSTAL THE BEST 2010 vol.5 2010年 (10月22日、クリスタル映像）他出演:月野りさ、つぼみ、柊ちさと、雪見紗弥
- グラマー 未発表スペシャル 4 あすか、あんり、すみれ、みれい、美奈子(10月23日、HMJM）他出演:松すみれ、横山みれい、森元あすか、飯倉美奈子
- 巨乳痴女たちが突然自宅にやって来た!! (10月25日、美)…共演:浜崎りお、鈴木さとみ、鈴音りおな
- GAL Junkie 23 星崎アンリ 本当は鬼畜な長身お姉さん（10月25日、ケラ工房）
- 巨乳痴女たちが突然自宅にやって来た！！（10月25日、美）…共演:浜崎りお、鈴木さとみ、鈴音りおな
- 体育会系部活少女　バドミントン部員あんり（10月26日、ラマ）

-11月-
- 魅惑の洗体エステサロン（11月1日、MOODYZ）…共演:吉川ゆあ
- e-kiss THE BEST 8時間　No2（11月5日、クリスタル映像）他出演:鮎川なお、小澤マリア、雪見紗弥、月野りさ、つぼみ、灘坂舞、成瀬心美、青木りん、葵ぶるま、みづなれい、鈴音りおな、他
- 乱れ泣く美女たち10-1（11月11日、アヴァ）他出演:菊里藍、真矢ゆき、橘なお、橘美穂、花木心優、相原りお
- 騎乗位とフェラで二回連続抜かれたボク（11月12日、メディアバンク）…他出演:SIZUKU、柊恋、篠原美咲
- ぶっかけ中出しアナルFUCK! 星崎あんり（11月13日、MOODYZ）
- 粘着おしゃぶり汁好き痴女 汁好き美脚お姉さんはカッタ～いのを喉奥で楽しむのがお好き 星崎アンリ（11月13日、ワープエンタテインメント）
- 完全主観　ハーレム学園生活（11月18日、アキノリ）…共演:つぼみ、春咲あずみ、桜りお、成瀬心美、大槻ひびき、大沢美加、水城奈緒、あすかみみ、直嶋あい、朝倉ことみ、小西レナ、橘美穂、進藤みく、小谷真紀、羽月希
- 近親相姦　母の性教育（11月18日、H2 PROJECT）…共演:他
- kira☆kira BEST 生姦GALSドクドク中出しFUCK6時間（11月19日、kira☆kira）他出演:武藤クレア、泉麻那、桜りお、桜庭ハル、樺月愛華、愛音ゆう、もりとまりな、大沢かえで、湖南みるく、KYOKO、愛菜りな、COCONA、RUMIKA、晴海カンナ、向坂美々、AZUSA、他
- ALL STAR 夢の饗宴 ROOKIE50タイトル480分COMPLETE ALBUM（11月19日、ROOKIE）他出演:吉沢明歩、蒼井そら、大塚咲、つぼみ、長澤エミリ、妃悠愛、石井茜、有村みき、北条麻妃、成瀬心美、月野りさ、花井メイサ、神崎レオナ、かすみりさ、千堂ゆりあ、青木りん、nao.
- 中出し専用出張裏風俗　No7（11月25日、サムシング）
- 湯けむり情話　若妻仲居温泉宿　涼の場合（11月26日、なでしこ）他出演:瀬奈涼、櫻井ゆうこ

-12月-
- S-Cute Bookmark 美女限定コレクション　No2（12月1日、S-Cute）他共演:月野りさ、麻倉憂、ふわり
- ワンズ・ザ・ベスト　8時間ライジング（12月1日、ワンズファクトリー）他多数出演
- 強制射精サークルの女たちに限界までヌカれた僕（12月7日、アキノリ）共演:あすかみみ、羽月希、朝倉ことみ、小西レナ、直嶋あい、橘美穂
- 私たちが上になって気持ちよくしてア･ゲ･ル（12月7日、BeFree）他出演:他
- イカセ100人8時間（12月10日）、レアル・ワークス）…他多数出演 ※総集編
- マジ友の前で羞恥　4　街頭で女の子2人組をナンパして友達の前で淫らな行為をさせる（12月10日、ホットエンターテイメント）…共演:他
- ノーパン痴女の淫責お持て成し～体中ぜ～んぶ舐め回して気持ちいいことしてあげる～（12月13日、アロマ企画）共演:藤宮櫻花
- 家庭教師は現役女子大生8時間100連発（12月17日、クリスタル映像）他多数出演 ※総集編
- 黒ストッキング美脚女子校生BEST（12月19日、YeLLOW）…他出演:西村あきほ、紗奈、優木あおい、平井綾、秋本レオナ、チェルシー、さくら ※総集編
- kira☆kira BEST 街中ギャルと即ハメ生撮りFUCK（12月19日、kira☆kira）他出演:他 ※総集編
- ROOKIE「中出し」スペシャル　イイオンナの厳選「中出し」ファック16時間（12月19日、ROOKIE）…他多数出演 ※総集編
- 淫乱セックス143連発8時間（12月19日、乱丸）…他多数出演 ※総集編
- ビジネスホテルでマッサージを頼んだら予想外に可愛い女が来て施術中に（12月23日、アキノリ）…他出演:他
- ROCKET2010下半期総集編（12月23日、ROCKET）…他多数出演 ※総集編
- 湯けむり情話　若妻仲居温泉宿（12月24日、なでしこ）…共演:瀬名涼、櫻井ゆうこ
- こんな僕が舐め尽くされて（12月25日、阿修羅）…共演:瀬名えみり
- 指入れエクスタシー　グニュグニュに入れさせて（12月25日、啖壺奇譚）他出演:瀬名えみり、華城咲、星崎アンリ、青山ひろみ、平山結羽、千葉那月、大川ゆみ、菊川麻里、桜田映子
- 菊舐めエクスタシー　肛門の穴で感じる女達（12月25日、啖壺奇譚）…華城咲、瀬名えみり、平山結羽、大川ゆみ、菊川麻里、柚月のどか、千葉那月、青山ひろみ

2011年
-1月-
- OKuBo発　アイドルストーリー　君の瞳に恋し隊（1月1日、ONE MORE）共演:直嶋あい、朝倉ことみ
- 激わいせつ本気汁出まくりオナニーSP4時間（1月5日、JNS）他出演:他
- 地獄突き（1月5日、NON）
- 羞恥！介護実習で全裸にされる女子学生!!（1月7日、サディスティックヴィレッジ）…他出演:他
- ホームレスJAPAN無制限生中出し　路上生活者軍団vs星崎アンリ（1月8日、ディープス）
- むっちり尻の極上騎乗（1月13日、啖壺奇譚）…他出演:華城咲、瀬名えみり、平山結羽
- 神・潮吹き8時間スペシャル（1月14日、ケイエムプロデュース）…他多数出演 ※総集編
- 非常階段のスッポン痴女（1月15日、ワープエンタテインメント）…他出演:神崎レオナ、堀口奈津美、横山みれい
- MAXING 3D　小峰ひなた×星崎アンリ(1月16日、MAXING）…共演:小峰ひなた
- 手コキでベロちゅ～100人　8時間BEST（1月19日、YeLLOW）…他多数出演 ※総集編
- 淫乱四つん這いバック4時間（1月19日、乱丸）…他多数出演 ※総集編
- ノーパンパンストHeaven　No8（1月20日、JNS）
- RADIX48　おしっこ祭り（1月20日、RADIX）…他多数出演 ※総集編
- 強制女装娘　アナタ、今日から女の子ね（1月20日、RADIX）…他出演:高島寧音、蒼木マナ、百瀬亜美加、高沢沙耶、雪野ひかる、若林美緒、直嶋あい
- 美脚伝説（1月20日、SODクリエイト）…共演:桐谷あや、鈴木杏里、鈴木ミント、翼リオナ
- 36人痴女大乱交DX（1月25日）、美）他35名出演
- 援交目的女子校生に生中出しSP（1月25日、隼エージェーンシー）他出演:他
- 湯けむり情話　若妻仲居温泉宿　ゆうこの場合（1月28日、なでしこ）共演:櫻井ゆうこ、瀬奈涼
- SM好辞艶　No12（1月31日、アヴァ）…他多数出演

-2月-
- 僕の上司は痴女 the BEST（2月1日、ワンズファクトリー）他出演:紗奈、浜崎りお、横山みれい、黒木アリサ、森ななこ、星野あかり、浅乃ハルミ　※総集編
- ハケンの漢にキレられて~失墜のセレブ妻（2月3日、タカラ映像）
- ｢収入｣｢身長｣｢地位｣全てが高い　超ハイスペックな美人S女社長のダメM男（2月10日、FUTURE）
- キレイな脚のお姉さん8時間DX（2月11日、クリスタル映像）…他多数出演
- 生中出しコギャル スーパー・ベスト・コレクション4時間（2月11日、メディアステーション）他出演:他　※総集編
- キレイな脚のお姉さん8時間DX（2月11日、クリスタル映像）他多数出演
- DILDO FUCK ディルドにまたがる女優たち　No5（2月13日、アロマ企画）他出演:辻本りょう、中居ちはる、平塚ゆい、水野美香、平山みな、瀬奈ジュン、ゆうきさやか
- デカチン応募者限定　出会って平均13.16秒で筆下ろし（2月15日、NON）
- 淫乱3P8時間（2月19日、乱丸）他多数出演
- 女性専用洗体エステサロン ～女の体で女を洗うナチュラルBODYマッサージ～ (2月19日、アキノリ)共演:橘美穂、小谷真紀、進藤みく、朝倉ことみ、小西レナ、直嶋あい、羽月希
- ワキ臭大量ザーメン（2月20日、RADIX）他出演:野中あんり、若葉くるみ、井坂綾、園田泉美、里谷あい
- Shake Body Collection Ver.3（2月25日、AVS）他出演:中森玲子、村上涼子、浅倉彩音、晶エリー、小峰ひなた　※総集編
- フェラ8時間　No7（2月25日、隼エージェーンシー）他多数出演
- 特選痴女50人（2月25日、美）他49名出演　※総集編
- 女子校生本物中出し乱交SPECIAL（2月25日、本中）共演:瀬名あゆむ、直嶋あい、星乃せあら

-3月-
- 長身美女にゴミのように扱われてペニバンで犯されたい　No3（3月5日、FUTURE）
- イキまくる素人娘　No2（3月7日、BeFree）他多数出演
- エロエロお姉さんの艶色パンストで足責め&足コキ（3月15日、JNS)他多数出演
- 極選4時間 私は痴女5（3月11日、クリスタル映像）他出演:高倉舞、水樹ねね、HARUKI、愛川ゆめこ、愛那梨華、花木あのん、水沢真樹、琴音ゆめ、紗矢菜せりか（川瀬優希）、星川麻美、他　※総集編
- 圧殺顔面騎乗30人4時間（3月15日、ワンズファクトリー）他29名出演　※総集編
- kira☆kira BEST　狂乱交-やりまくりカーニバル4時間超選（3月19日、kira☆kira）他多数出演　※総集編
- 現役女子大生あんり レースクイーン撮影会（3月25日、フェ地下）
- 集団フェラチオ痴女（3月25日、美）他多数出演　※総集編
- 極選4時間　私は痴女　No5（3月26日、クリスタル映像）他多数出演　※総集編

-4月-
- 魅惑の黒ストッキング脚コキ 30人4時間（4月1日、ワンズファクトリー）他出演:成瀬心美、浅乃ハルミ、可愛あみん、華純、春日みゆき、佐伯奈々、坂下麻衣、桜井エミリ、白鳥あきら、椎名実果　他　※総集編
- 鏡の前で自己陶酔しながらマ○コをほじる女達（4月1日、映天）他出演:八田洋子、まりか、篠原奈美、春咲あずみ、倉木みお、早乙女りん、滝口ひとみ、直嶋あい
- 恥ずかしがる素人娘　24タイトル4時間（4月7日、BeFree）他出演:他　※総集編
- 三穴同時発射（4月7日、桃太郎映像出版）
- 黒パンスト×タイトスカート　エロチシズム（4月13日、アロマ企画）共演:鷹宮りょう、平松恵理香、愛音まひろ
- 感じちゃった僕　No2（4月13日、アロマ企画）他出演:杉本蘭、鷹宮りょう、柳田やよい、結城みさ
- 残虐お姉さんのM男責め殺し（4月15日、サザンクロス）
- イラマの涙　泣きっツラにザー汁（4月15日、NON）他出演:倉木みお、有村千佳、まりか、若葉くるみ、直嶋あい
- ゴックン美女大全集 総勢24名（4月19日、エムズビデオグループ）他23名出演　※総集編
- kira☆kira BEST2010 下半期総集編（4月19日、kira☆kira）他出演:泉麻那、RUMIKA、武藤クレア、モカ（MOKA）、高倉舞、樺月愛華、三浦芽依、成瀬心美、鈴香音色　他　※総集編
- 淫乱女の白目痙攣潮吹き絶頂140連発4時間（4月19日、乱丸）他多数出演　※総集編
- 淫乱なオナニー ドスケベ80人16時間（4月19日、ROOKIE）他出演:佳山三花、管野しずか、希崎ジェシカ、希美まゆ、里美ゆりあ、桜ここみ、音羽レオン、北条麻妃、真白希実、有村みき
- OKuBo発アイドルストーリー　CDデビューへの軌跡すべて見せます（4月20日、ONE　MORE）他多数出演 ※総集編
- キャンペーンガールの卵をAV出演させちゃいます（4月21日、SODクリエイト）共演:他
- 催眠 赤　DX42　ドキュメント編（4月22日、アウダースジャパン）
- 催眠 赤　DX42　スーパーmc編（4月22日、アウダースジャパン）
- 催眠 赤　DX42　スーパーコンプリート編（4月22日、アウダースジャパン）
- セーラーヒロイン　粘着ネバネバ拷問レズ凌辱（4月22日、ギガ）
- 誘うガニ股（4月25日、アロマ企画）他出演:横山みれい、黒川メイサ、若葉あゆみ、加納瞳、内田美奈子、小峰ひなた
- 2010年完全総集編（4月25日、美）他多数出演　※総集編
- heavy fetish 星崎アンリ 可愛い女子にだけ金タ●潰されたい（4月25日、ケラ工房）
- マネキンになった美女にいたずら（4月26日、ラハイナ東海）他出演:他

-5月-
- 女の口は嘘をつく（5月2日、アウダースジャパン）
- 中出し20連発作品集　No5（5月7日、アイエナジー）他多数出演　※総集編
- 妹が疲れているようなのでマッサージをしてやったらムズムズしてきたらしく（5月7日、HIBINO）他出演:前田陽菜、このは
- 家庭教師BEST　密着濃厚SEX13人8時間（5月7日、BeFree）他12名出演
- 新入女子社員30人斬り（5月13日、メディアステーション）他29名出演
- 草食系の僕が肉食系女子にやられちゃいました8時間2枚組（5月13日、クリスタル映像）他多数出演 ※総集編
- 淫乱女60人アナル舐め手コキ4時間（5月19日、乱丸）他59名出演　※総集編
- パンスト直穿き　背後からスケスケマ○コを指で弄りたい（5月25日、JNS）共演:あすかみみ、北条美里、真中沙希、里見まり、星咲なな子、香山蘭
- 本物の生ハメで犯されたい（5月25日、本中）他出演:瀬名あゆむ、直嶋あい、星乃せあら
- ポルチオエンドルフィン THE BEST No2（5月27日、クリスタル映像）他出演:月野りさ、成瀬心美、青木りん、大沢美加、葵ぶるま、松すみれ、灘坂舞
- NON STOP ORGASM ポルチオエンドルフィン THE BEST 2 （ブルーレイディスク）（5月27日、クリスタル映像）他出演:月野りさ、成瀬心美、青木りん、大沢美加、葵ぶるま、松すみれ、灘坂舞　※総集編
- SEX by HMJM ハマジムベスト05（5月28日、HMJM）他出演:東条美麗、池田美和子、細谷美紀、三浦芽依、つぼみ、森元あすか、牧瀬まな、横山みれい、大塚咲、上木奈央、村西まりな、藤原ひとみ、松すみれ、若林ひかる、飯倉美奈子、鈴木なつ、ましろ杏

-6月-
- 世界クラスのデカチンで口・マ○コ同時串刺し159連発（6月1日、MOODYZ）他出演:JULIA、あいだゆあ、シャンドン萌、一ノ瀬カレン、持田茜、草凪純、加納瑞穂、あいか瞬、長谷川いずみ、水元ゆうな、南波杏、他　※総集編
- 癒らし　No82（6月3日、アウダースジャパン）
- MOODYZ2010年下半期BEST100タイトル8時間（6月13日、MOODYZ）他多数出演　※総集編
- 女子校生アナル大乱交（6月13日、MOODYZ）共演:辻本りょう、浅乃ハルミ
- 穴奴隷　No2（6月18日、LADYxLADY）共演:まりか、水嶋あい
- 帰ってきた淫乱AV16時間（6月19日、乱丸）他多数出演　※総集編
- 女体液風呂　（6月20日、RADIX)他出演:早乙女らぶ、鈴木なつ、河愛杏里、甲斐ミハル、新城美稀、和久井もも
- ザ･筆おろし　人気女優Re-MIX4時間（6月24日、クリスタル映像）他出演:つぼみ、浜崎りお、雪見紗弥、青木りん　※総集編
- ザ・筆おろし人気女優Re-MIX4時間 （ブルーレイディスク）（6月24日、クリスタル映像）他出演:つぼみ、浜崎りお（森下えりか、篠原絵梨香）、雪見紗弥、青木りん　※総集編
- おねだり痴　No4（6月25日、隼エージェンシー）他出演:みくり、朝倉ことみ、あすかみみ、夏原カレン、羽月希
- 素人ナンパ中出し　人妻編　No14（6月25日、隼エージェンシー）他出演:他　※総集編

-7月-
- ものすごい脚コキコレクション メガ盛り60人8時間（7月1日、ワンズファクトリー）他出演:紗奈、UMIKA、妃乃ひかり、南つかさ、月野りさ、他　※オムニバス作品
- 色っぽい先輩女子社員をじっと見ていたら、叱るどころか勃起したボクのチ○ポに（7月7日、ヒビノ）他出演:瀬奈ジュン、小沢優名、佐久間梢、黒田麻世
- 黒タイツぱんちら女子 ○○BEST（7月19日、YeLLOW）他出演:宮下まい、池谷ひかる、さくら、秋菜サラ、長谷川杏実、伊東麻央、かわのすみれ　※オムニバス作品
- 厳選 黒ストッキング足コキ4時間スペシャル（7月19日、YeLLOW）他出演:石川みずき、北島玲、蜜井とわ、佐伯奈々、真田春香、他　※オムニバス作品
- 射精5分前ピストンにイキ狂う淫乱女100連発（7月19日、乱丸）他出演:つぼみ、西野翔、星野あかり、水城奈緒、葉月奈穂、他　※オムニバス作品
- プレミアおなら（7月20日、レイデックス）
- レズビアンベロちゅ～ No3（7月22日、YeLLOW）他出演:さくら、愛あいり、花木あのん、福田みき、諸星セイラ、他　※オムニバス作品
- 美女痴女たちのハメ狂い大乱交BEST（7月25日、美）他出演:水元ゆうな、青木玲、鷹宮りょう、大沢美加、つぼみ、他　※オムニバス作品
- 手コキ8時間 No8（7月25日、隼エージェンシー）他出演:愛菜りな、成瀬心美、綾瀬メグ、鈴香音色、早乙女ルイ、他　※オムニバス作品
- フェラコレ2011夏SP（7月25日、隼エージェンシー）他出演:橘ひなた、美咲結衣、井川ゆい、水玉レモン、早乙女ルイ、他

-8月-
- イラマ＆ビンタ No5（8月1日、中嶋興業）他出演:葉山梨々花、倉持あゆみ、菊里藍、高倉舞、白砂ゆの、優木あおい、星川えり、※オムニバス作品
- 痴女っ子 ALL STARS 4時間総集編（8月5日、ジャネス）他出演:他
- 透けマ○コがいやらしい指でイッてるパンスト直穿きオナニー（8月5日、ジャネス）他出演:Roco、藤崎クロエ、あすかみみ、星咲なな子、香山蘭　※オムニバス作品
- 女の子の精飲記念日 ごっくんVOL.2（8月5日、ラッシュ）
- 穴穴穴 全穴破壊（8月7日、桃太郎映像出版）他出演:晶エリー、管野しずか、甲斐ミハル　※オムニバス作品
- 1週間洗っていない仮性包茎の激臭チンカス汚フェラ No3（8月20日、レイデックス）他出演:愛海一夏、花村まほ、早坂このみ、希本なつ美、SIZUKU
- 悶絶快感アナルオナニー（8月16日、龍穴堂）他出演:瀬奈ジュン、黒田麻世、桃井早苗
- 白目絶頂セックス4時間 No2（8月19日、乱丸）他出演:東野愛鈴、佐倉美佐、阿川蘭、泉麻那、玲丸、他　※オムニバス作品
- Gスポット地獄スペシャル（8月26日、アヴァ）他出演:松すみれ　※オムニバス作品
- DOUBLE VOICE No3(8月26日、ONE DA FULL）共演:エリカ
- NAMANAKA GALS No15（8月26日、ピエロ）他出演:かなみ芽梨、☆LUNA☆
- SEX by HMJM ハマジムベスト06（8月27日、HMJM）他出演:ましろ杏、JULIA、仁科百華、飯倉美奈子、葵ちひろ、他　※オムニバス作品

-9月-
- ストッキングに包まれた美脚がなまめかしい痴女とオフィスで性交（9月1日、ワンズファクトリー）他出演:浅乃ハルミ、雨音しおん、一ノ瀬あきら、うるみゆう、香椎杏子、他　※オムニバス作品
- 中出し家庭教師フルコンプリートBEST（9月7日、BeFree）他出演:他　※オムニバス作品
- 凌辱に捧げた親子愛（9月7日、アタッカーズ）共演:志保
- 寝盗られ妻 重要な取引先の接待｢コンパニオンのかわりに自分の妻を同席させろ（9月13日、龍穴堂）他出演:桃井早苗
- ムーディーズ特選ぶっかけ1700発（9月13日、MOODYZ）他出演:つぼみ、佐山愛、大橋未久、早乙女ルイ、くるみひな、他　※オムニバス作品
- 禁親相姦 母と娘DX4時間（9月17日、グラフィティジャパン）他出演:月野りさ、艶堂しほり、華月まなか、藤森綾子、橘美穂、芹沢恋、松本あきえ、松すみれ、星杏奈　※オムニバス作品
- 淫乱騎乗位4時間 No2（9月19日、乱丸）他出演:霜月るな、櫻井ともか、つぼみ、水元ゆうな、西野翔、他　※オムニバス作品
- 人妻アナルレズエステ（9月20日、龍穴堂）他出演:他
- 口マ○コ お口が性器になった6人のオマンチョ女たち（9月20日、レイデックス）他出演:高沢沙耶、前田彩七、橘アイリ、柴咲ゆうり、入岡早希
- キャットスーツの虜 艶やかな光沢感と淫靡な密着感（9月20日、プールクラブ）他出演:橘ひなた、斉藤ひな、柴咲ゆうり
- 2011年本中上半期総集編（9月25日、本中）他出演:秋本詩音、鈴音りおな、武藤クレア、本多成実、モカ、他　※オムニバス作品

-10月-
- 美○女アナル50本番（10月1日、MOODYZ）他出演:南波杏、Rin、沙雪、持田茜、辻本りょう、他　※オムニバス作品
- 祝4周年記念 THE BEST OF BeFree No2（10月7日、BeFree）他出演:大城かえで、桜花えり、倉木みお、葉山潤子、麻木明香、他　※オムニバス作品
- デリバリー裏風俗4時間（10月18日、サムシング）他出演:中村綾乃、浅香ゆき、秋月玲奈、煌芽木ひかる、篠原美咲、しずく、羽月希　※オムニバス作品
- 白目痙攣 よだれノド奥フェラチオ4時間（10月19日、乱丸）他出演:春咲あずみ、水元ゆうな、西野翔、ましろ杏、霜月るな、他　※オムニバス作品
- 絶叫美○女の3穴中出し26発（10月19日、エムズビデオグループ）
- パンスト直穿き 濡れマ○コ透けスケで卑猥オナニー4時間（10月19日、スタイルアート）他出演:香山蘭、藤崎クロエ、あすかみみ、甲斐ミハル、篠原奈美、市川美紀、浅岡サヤカ、岡本理沙、星咲なな子、瀬戸リカ、白瀬優、片桐めい、真宮沙希、中山美咲、Roco、宮藤レイコ、神崎レオナ

-11月-
- 射精直前の気持ち良いピストン103連発 第3弾（11月1日、MOODYZ）他出演:管野しずか、月野りさ、横山みれい、花村沙知、内田真由、他　※総集編
- Best of 星崎アンリ（11月3日、アウダースジャパン）
- マゾボーイズクラブ特別総集編4時間（11月5日、FUTURE）他出演:他
- 背の高い女を犯したい、犯されたい（11月7日、桃太郎映像出版）他出演:飯倉美奈子、浅見怜、水野美香、堀口奈津美、北条麻妃、REINA、藤崎クロエ、澄川ロア、三浦加奈、井川ゆい、nao　※オムニバス作品
- 邪縛（11月7日、アタッカーズ）
- 48穴同時発射10時間（11月7日、桃太郎映像出版）他出演:佐伯奈々、沢佑香、辻本りょう、持田茜、はるか悠

、他　※オムニバス作品
- アゲアゲ嬢たちの見下し美尻責め（11月15日、FUTURE）他出演:神崎レオナ、花木あのん、高島ゆりあ、高野千莉、藤崎クロエ、他　※オムニバス作品
- S級キャリアウーマンたちの病みつき美脚責め（11月15日、FUTURE）他出演:神崎レオナ、花木あのん、高島ゆりあ、高野千莉、藤崎クロエ、他　※オムニバス作品
- THE BEST of パンスト足コキDX4時間（11月19日、スタイルアート）他出演:市川美紀、神崎レオナ、宮藤レイコ、瀬戸リカ、甲斐ミハル、星咲なな子、他　※オムニバス作品
- 勃起チ○ポを見せつけられヤリマンに豹変する美人過ぎる働く女達（11月19日、Hunter）他出演:他
- 制服女子○○の本物中出し４時間（11月25日、本中）他出演:北川瞳、大沢美加、坂本愛海、瀬名あゆむ、直嶋あい、星乃せあら
- A○B系美○女○○ータレズビアン（11月25日、ジャネス）共演:琥珀うた
- M男パラダイス ベスト・セレクション No1（11月25日、FUTURE）他出演:高島ゆりあ、あすかみみ、Roco、藤崎クロエ　※オムニバス作品

-12月-
- 激烈な寸止め No2（12月2日、ラッシュ）他出演:芦屋美帆子、七咲楓花、高沢沙耶、瀬奈ジュン
- ノーパンパンスト Heaven DX4時 No2（12月5日、ジャネス）他出演:星咲なな子、浅岡沙希、あすかみみ、香山蘭　※オムニバス作品
- 綺麗なお姉さんキャットファイト OL制服が似合うセクシー美女同士のガチンコオイル（12月8日、ロケット）他出演:後藤リサ、ユリカ、瀬奈ジュン、高岡愛美、若菜あゆみ、杉本蘭、新谷彩夏
- 女王様たちのブーツDEペニバンfuck（12月15日、FUTURE）他出演:花木あのん、神崎レオナ、高島ゆりあ、瀬奈ジュン、香山蘭、他　※オムニバス作品
- もっと淫乱 SEX100本番8時間（12月19日、乱丸）他出演:櫻井ともか、霜月るな、西野まお、笠木忍、つぼみ、他
- レズビアン10組ペニバンファックDX4時間 No2（12月20日、FOXY)　他出演:他　※オムニバス作品
- THE 真正中出しショータイム5　清水大敬降臨スペシャル（12月24日、モブスターズ）
- THE家庭教師総集編 No2（12月25日、サイドビー）他出演:他
- 熟れた女の唇でフェラチオされて、いつもの倍以上ザーメンが出ちゃいました（12月25日、隼エージェンシー）他出演:まりか、門田まつり、鈴木ありす、羽月希、結城彩名、他　※オムニバス作品
- 接吻されながらエロ目線で見つめられながら、シコシコ手こきをしてくれる人妻たち（12月25日、隼エージェンシー）他出演:金崎あい、及川はるな、南レイ、羽月希、坂本ひかり、他　※オムニバス作品
- マンコぶっかけ 本物ザーメンでオナニーする女たち No2（12月25日、本中）他出演:北川瞳、泉麻那、大沢美加、橘なお、直嶋あい、他　※オムニバス作品
- 本中1周年記念 全員集合 全員中出しスペシャル4時間（12月25日、本中）他出演:坂本愛海、モカ、武藤クレア、須真杏里、夏川未来、他　※オムニバス作品

2012年
-1月-
- 本気イキ ディルドスクワットオナニー 20人4時間（1月1日、ワンズファクトリー）他出演:愛菜りな、浅乃ハルミ、大沢美加、大塚咲、可愛カナ、風間みゆ、他　※オムニバス作品
- ザ･筆おろし 8時間100連発（1月6日、クリスタル映像）他出演:つぼみ、青木りん、辻本りょう、加藤ツバキ、浜崎りお、他　※オムニバス作品
- こんなに出ましたアウダース No5（1月7日、アウダースジャパン）他出演:早乙女ルイ、鈴木ありす、大島みなみ、野中あんり、橘なお、他
- M男的ペニバン BEST 4時間（1月5日、FUTURE）他出演:直嶋あい、皆瀬ふう花、宮下つばさ、霜月るな、椎名ゆず、他　※オムニバス作品
- マゾボーイズクラブ プラチナム スペシャルBOX4時間（1月5日、FUTURE）他出演:愛原つばさ、桐原あずさ、風見渚、大槻ひびき　※オムニバス作品
- 3周年特別企画 マゾボーイズクラブカタログ 4時間（1月5日、FUTURE）他出演:大槻ひびき、平松恵理香、雨宮琴音、小桜沙樹、愛原つばさ、他　※オムニバス作品
- フェティッシュな手コキだけにしてくれ4時間 総集編（1月5日、ジェネス）他出演:愛原つばさ、有村千佳、大槻ひびき、風見渚、希咲エマ、他　※オムニバス作品
- レンタル彼女と中出しデート ネットで借りて、デートして、中出し返却（1月7日、桃太郎映像出版）他出演:他　※オムニバス作品
- ノンストップ 潮吹き 500リットル（1月7日、桃太郎映像出版）他出演:友田彩也香、前田陽菜、柳田やよい、国見奈々、堀口奈津美、他　※オムニバス作品
- マジ友の前で羞恥 街頭で女の子2人組をナンパして友達の前で淫らな行為をさせるSP2（1月10日、ホットエンターテイメント）他出演:他　※オムニバス作品
- ありがとう10周年 KMP100人 12時間スペシャル（1月13日、ケイエムプロデュース）他出演:神咲詩織、麻倉憂、椎名ひかる、藤井シェリー、成瀬心美、他　※オムニバス作品
- 社長夫人、女社長、人妻、同僚に迫られ求められ僕はハメさせてもらいました（1月13日、隼エージェンシー）他出演:はるか悠、小谷真紀、石倉えいみ、月島うさぎ、ゆうきさやか、みくり、朝倉ことみ、あすかみみ、羽月希、夏原カレン
- The Paranoia CHANNEL ディルドdeオナニー No2（1月19日、Fetish Box）他出演:つくし、有村千佳、瀬名あゆむ
- ローリングフェラチオ MASTER SPECIAL No2（1月19日、kira☆kira）他出演:浜崎りお、哀川りん、武藤クレア、須真杏里、成瀬心美、他　※オムニバス作品
- 黒パンティストッキング付パンスト全タイトル12時間3枚組（1月19日、YeLLOW）他出演:鮎川なお、紗奈、諸星セイラ（百瀬涼）、石川みずき、一戸のぞみ、橘ミオン（石川鈴華）
- シチュエーションドラマ催眠 9（1月20日、アウダースジャパン）他出演:桜花えり、有村千佳、しずく、井川ゆい　※総集編
- 女子○○×脚コキ 総集編4時間（1月27日、オフィスケイズ）他出演:椿さりな、成瀬心美、希まい、辻さやか、結輝レイ、他　※オムニバス作品

-2月-
- 女コマンドー拷問収容所 姦獄の処刑人2 星崎アンリ（2月1日、シネマジック）
- 癒し系痴女星崎アンリがファンの自宅に電撃訪問 星崎アンリ（2月1日、Fetish Box/妄想族）
- 悶絶サンドイッチ輪姦 お尻はらめぇ!お尻らめぇぇええ!!（2月7日、アタッカーズ）
- あねちち 5（2月15日、ケー・トライブ）
- おしゃぶり予備校31（2月17日、映天）
- 『こう見えて私、ヌキ痴女なんです。』（3月19日、Fetish Box/妄想族）
- OLの性生活はM男いじめでアナル責め。 File.003（3月25日、未来）
- GALミストレスのわがままM男性感 5（4月5日、未来）
- 93分間ノンストップ撮影、ノーカット編集で生中出し25連発に長時間お掃除フェラ!!（4月20日、映天）
- GAL×パンティパンスト×淫語フェチプレイ 4（4月25日、ジャネス）「アンリ」名義
- 美脚・体液奴隷（5月19日、ドグマ）
- PRIVATE FILM with スリップ 素の私とつきあってみませんか?（6月15日、DOCUMENTARY CLUB）
- アナルトランス（7月19日、ドグマ）
- 淫尻授業（7月30日、実録出版）
- 搾隷交渉人M-5（9月1日、シネマジック）
- 二穴中出しFUCK（10月1日、ワンズファクトリー）

雌嬲会３　(12月22日、コレクター《元・バッキー》)

### イメージビデオ
- むちゃぶりたっぷり（ヘブンズドア　2009年5月29日）…名義：清水みその
- FETI-ERO　フェチエロ（ヘブンズドア　2009年6月29日）…名義：清水みその

### 写真集（デジタル）
- AVエロ天使　星崎アンリ写真集　（発行元：会田 我路/発売日：2009年7月23日）
- お姉さんの寝室シリーズ　（発行元：SPLASH　PRO）
  - 誘惑編（発売日：2009年9月10日）
  - 入浴編（発売日：2009年9月）
  - メイド編（発売日：2009年10月）
  - トキメキ編（発売日：2009年11月19日）

### CD
- LOVE☆LIMIT～卒業までのカウントダウン～
  - 発売日:2011.4.20(水)
  - Artist:OFA☆21(One For All Twenty-One)
  - 収録曲

01.LOVE☆LIMIT ～卒業までのカウントダウン～
02.Happy☆Start ～ダ・イ・ス・キなアナタ～
- - 品番:BWRC-1006
  - JAN:4560327360165
  - 発売元:Foxitail
  - 販売元:ユニバーサルミュージック/IMS

## 出演

### テレビ番組
- イーミューズ（CSテレビ：『KOMACHI』）
- きしめぐ。（つくばテレビ：エンタ!371）
- ビ〜チ9（テレビ埼玉）2011年4月 - 同ゲスト:藤本ミーナ　MC:成瀬心美
- 次長課長・井上と野性爆弾・川島の『ART FACTORY』（ニコニコ生放送）2011年5月28日　- MC:次長課長井上聡、野性爆弾川島邦裕、アシスタント:折山みゆ
- 『ム～ム～TV』（ニコニコ動画）2011年11月5日、24:00～ - 共演:小澤マリア、堀口奈津美、晶エリー、琥珀うた
- 『ジョージ・ポットマンの平成史』第23回（テレビ東京）2012年3月17日 - SM女優役で出演
- 『おとなの子守唄』（サンテレビ）2012年8月24日 - ゲスト出演

### オリジナルビデオ
- 静かなるドン　新章　頂上決戦！！　鮮血の大阪抗争編
  - 出演:袴田吉彦 和希沙也 川村りか他
  - 発売日:2011年10月28日
  - Product №LPKW-1001
  - JAN CODE:4571174018802
  - 発売元:クロックワークス
- ネイキッド・バトルロワイアル 脱衣麻雀警察24時
  - 出演:あやなれい、愛原ゆあ 、佐伯かのん、菱山佳、川連廣明
  - 発売日:2014年
  - 発売元:アルバトロス